# Braun Atelier
Atelier ist der Name einer Serie von HiFi-Komponenten der Firma Braun, die ab 1979 hergestellt wurden. Am 31. März 1991 stellte Braun die Produktion von HiFi-Geräten ein. Unter medialer Begleitung wurde eine letzte Edition vertrieben, die sich bis heute einer großen Liebhabergemeinde erfreut.

## Braun-Unterhaltungselektronik

Das Braun-Firmenkennzeichen in seit 1952 verwendeter Form

Die Firmengeschichte der Braun GmbH begann 1921 mit der Produktion von Radio-Zubehörteilen. Schon in der Vorkriegszeit entwickelte das Unternehmen Radios und Plattenspieler. Nach dem Zweiten Weltkrieg begann die Produktion von Rasierapparaten und Haushaltsgeräten, die bis heute andauert. Die Herstellung von Unterhaltungselektronik blieb bis in die 1980er Jahre ein Schwerpunkt des Firmengeschäftes. Dabei zeichneten sich die Braun-Produkte durch ein unverwechselbares Design aus, das international Anerkennung fand und in Fachkreisen als stilbildend für deutsches Design gilt.

## Die Atelier-Serie

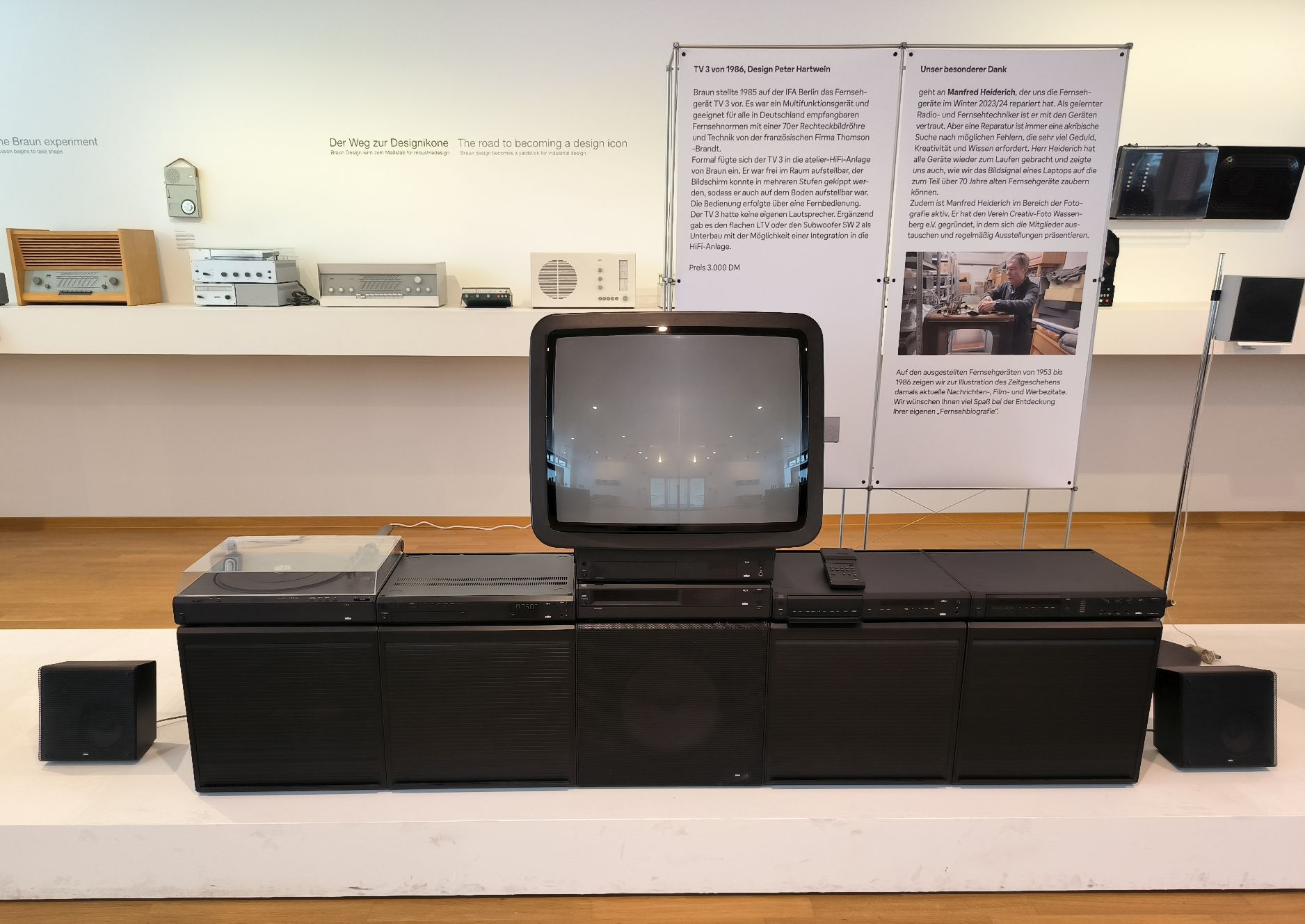
Eine komplette Braun Atelier Anlage inklusive HiFi Komponenten, Lautsprechersystem, Fernseher und Videorekorder in der Braun Sammlung Kronberg

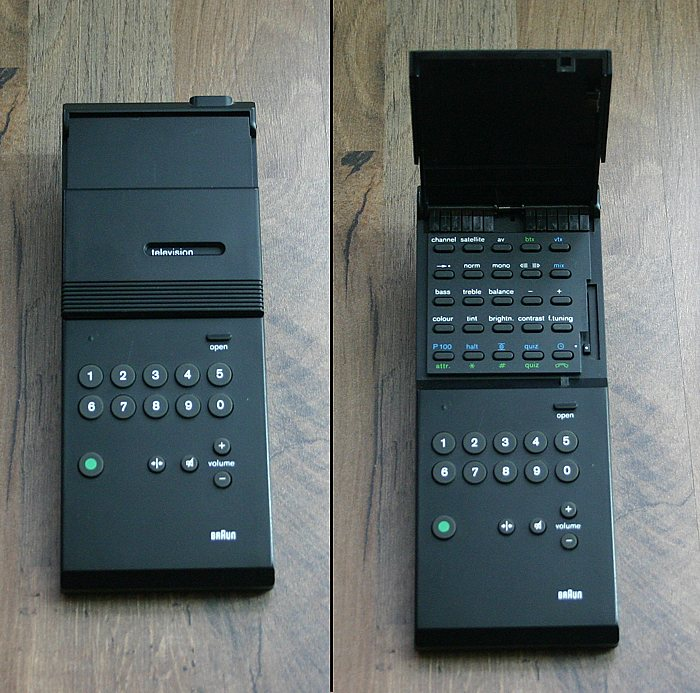
Braun-Atelier-Fernbedienung RC1, Grundfunktionen/aufgeklappt

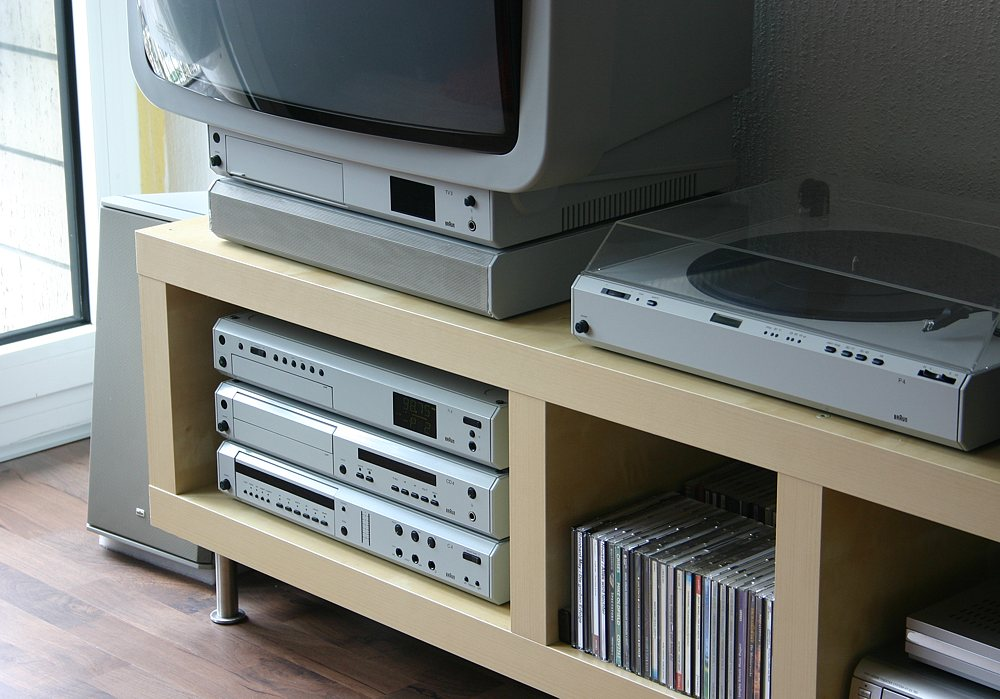
Braun-Atelier-Anlage in der für HiFi-Geräte ungewöhnlichen Farbe Kristallgrau

Dieser Artikel beschäftigt sich hauptsächlich mit den Geräten der letzten Baureihen der Atelier-Serie.
1981 wurde der Bereich Unterhaltungselektronik aus dem seit 1967 zum Gillette-Konzern gehörenden Unternehmen ausgegliedert und von der Firma a/d/s übernommen. Die Produktion fand zunächst in denselben Betrieben statt. Später wurden die Geräte als Auftragsproduktionen in Fernost und nur noch die Plattenspieler und Lautsprecher in Kronberg hergestellt. Für das Design zeichneten aber weiterhin v. a. die Designer Dieter Rams und Peter Hartwein verantwortlich.
Prägend dabei waren die von Dieter Rams benutzten Begriffe „form follows function“ sowie „weniger, aber besser“. Frei von jedem Verdacht der Beliebigkeit war es die Absicht der Designer, ein langlebiges Produkt zu schaffen, das sich durch eine moderne zeitlose Form bei einfacher Bedienbarkeit auszeichnet.
Alle HiFi-Geräte, sowie Fernsehgerät TV3 und Videorekorder VC4 waren in Schwarz erhältlich und zudem in einem – für Unterhaltungselektronik ungewöhnlichen – ,Kristallgrau‘ (mit schwarzen Bedienelementen). Der helle Oberflächenfarbton war stimmig zu modernen Einrichtungen gewählt und setzte sich wohltuend ab von den aufdringlicheren silberfarbenen und champagnerfarben Geräten, die zu dieser Zeit im HiFi-Sektor neben Schwarz den Ton angaben.
Auch die Geräteunterschränke (GS3, GS4, GS5, GS6) und der Gerätefuß (AF1) waren in den beiden Farben erhältlich, die Lautsprecher zudem auch teilweise in Gehäusen mit Holzmaserung.
Die Gehäuse fallen mit einheitlichen Abmessungen (44,5 cm Breite und 7 cm Bauhöhe) besonders flach aus (Ausnahme der Videorekorder VC4 mit über 9 cm Höhe und natürlich der Fernseher wegen der überstehenden Bildschirm-Einheit), und die schlanke Wirkung wird durch die um 45° abgeschrägten Ober- und Unterkanten sichtlich verstärkt (die Abfasung um 45° wurde bei den Formen der Möbelgruppe aus Geräteschränken und Lautsprechern wiederholt).
Auf den Geräte-Rückseiten verdecken frei eingehängte und zugleich herunterklappbare Metallblenden in jeweiliger Gerätefarbe die Kabel und die Steckkontakte. Auch diese Blenden sind oben und unten abgefast, so dass die Geräterückseite der Vorderseite entspricht. Das formal gleiche Erscheinungsbild von Vorder- und Rückseite (ohne Schaltknöpfe und Anzeigen) macht die Geräte bei vollständig verborgener Verkabelung auch von hinten ansehnlich und ermöglicht freie Aufstellung im Raum – damals ein Alleinstellungsmerkmal der atelier-Anlage. Die Metallblenden sind innenseitig mit Schemata der Anschlüsse bedruckt, die bei heruntergeklappter Position beim Verkabeln von oben einsehbar und sich beim Verkabeln als hilfreich erweist.
An den Gerätefronten sind die primären Funktionen (Einschalter, Lautstärkeregler, Eingangswahlschalter, Play, Stop …) übersichtlich angeordnet.
Selten benutzte Funktionen sind hinter klappbaren Paneelen verborgen; formschön und raffiniert war die herausklappbare „Toblerone“ bei CD3 (erster Braun CD-Spieler ab Herbst 1985), CD5 und CC4. Drehregler sind bei den ersten beiden Serien (A1, T1, C1, P1 und A2, T2, C2, P2) korrespondierend im Raster eingebunden. Doch in dieser Hinsicht harmonieren auch Geräte der späteren Geräte mit denen der frühen 1980er Jahre. Hervorstechen die grünen Power-Druckschalter neben den schwarzen der übrigen Geräte, die nur einen grünen Kreis oder Punkt tragen.
Die eigens für die Atelier-Serie hergestellten Geräteschränke (GS3, GS4, GS5 und GS6) waren entweder vorne offen und mit Regalböden bestückt oder mit Rollladen ausgestattet. Letztere sind mit Schallplatten oder mit frei einsetzbaren Kunststoff-Einschüben für CDs, MC- bzw. VHS-Kassetten bestückbar.
In die Linie der Geräteschränke passt sich ein Subwoofer (SW2) ein. Ein TV-Lautsprecher (LTV) hat die Bauform der Geräte (beide Lautsprechersysteme sind auf Gerätefarben abgestimmt und besitzen eine Lochblechfront).
Die Bildschirmröhre des Fernsehers mit einer Diagonale von 70 cm (Hersteller Thomson Brandt) wurde durch eine auffällige dicke Gummilippe eingefasst, die einen Teil des Gehäuses darstellte (in Gehäusefarbe gehalten), während das schmale horizontale Basisteil wieder die Form der übrigen Geräte aufgriff und sich in eine Reihe mit diesen stellen ließ. Da der Fernseher ohne internen Lautsprecher war, wurde ein TV-Lautsprecher LTV angeboten, der Gehäusedimensionen der HiFi-Geräte hatte und die Membranen vorderseitig hinter Lochblech verbarg. In ähnlicher Weise fügte sich ein Basslautsprecher SW2 in die Reihe der Geräteschränke mit Rollladen (es gab auch offene Geräteschränke mit sichtbaren Regalböden).
Der modulare Aufbau sichert sowohl ästhetisch als auch technisch das Zusammenwirken der Komponenten. So haben alle Atelier-Bausteine (Ausnahme: TV3, VC4) einheitliche Rastermaße und sind so in vielfältiger Weise zu positionieren.
Diese Zusammengehörigkeit findet auch technisch ihre Entsprechung. So konnte die Anlage so verkabelt werden, dass das Einschalten des Fernsehers die Aktivierung des Verstärkers und die Tonwiedergabe über das HiFi-System auslöste. Alle Geräte der letzten Serien lassen sich so vernetzen, dass sie mit nur einer Fernbedienung gesteuert werden können, die auch in grauer Farbe erhältlich war. Über einen Schieber der Fernbedienung wird das gewünschte Gerät gewählt. Dabei legen wechselnde Registerkarten die jeweils passende Tastenbeschriftungen und Funktionen frei. Die Registerkarten sind austauschbar und wurden jedem neuen Gerät beigefügt. So war die Ausbaubarkeit des Systems für die Zukunft vorgesehen. Die Auswahl ist zudem nicht nur geräte-, sondern auch funktionsorientiert. So lässt sich zum Beispiel nach Wahl des CD-Spielers mit denselben Tasten das CD-Laufwerk steuern, die nach Auswahl von Kassettenrecorder oder Plattenspieler für diese zuständig sind.
Auch besitzen die Steuergeräte ab 1987 eine Schnittstelle zur vollständigen Steuerung zum Beispiel über einen Personal Computer. Diese Möglichkeiten werden erst heute genutzt. So gibt es seit einiger Zeit entsprechende Steuerprogramme für den PC.
Die erfolgreiche Positionierung der Atelier-Geräte auf dem Markt war allerdings recht schwierig. Zum einen war die zugrundeliegende Philosophie ihrer Zeit voraus und daher nur einem begrenzten Teil der möglichen Kunden zugänglich, zum anderen waren die Geräte preislich in einer Region angesiedelt, welche die Absatzzahlen begrenzte, so dass auch Auftragsfertigungen schwer umzusetzen waren. Die letzten Editionen (5000 Stück) wurden in Paketen von 10.000 DM, 7.000 DM sowie 5.000 DM angeboten (Preis in Schwarz ohne Lautsprecher, Fernseher bzw. Videorekorder oder Geräteschränke). Auch führte die Begrenzung der Gehäusemaße die damalige Technik an ihre Grenzen, so dass einige Geräte der Serie als reparaturanfälliger gelten als die vorher von Braun produzierten Serien. Heute sind diese Probleme bekannt und können von Fachleuten durch vergleichsweise kleine Umbauten beseitigt werden.
Das Ende der HiFi-Ära bei Braun wurde in einem Heft mit folgenden Worten begründet:

„Der Markt der Unterhaltungselektronik ist weltweit durch einen ruinösen Verdrängungswettbewerb geprägt. Besonders die japanischen Hersteller haben die Projektzyklen von HiFi-Bausteinen bedenklich verkürzt – Sie selbst wissen, daß Hersteller, die nicht spätestens alle 24 Monate eine Innovation oder wenigstens kosmetische Pseudoänderungen anbieten, schnell in den Verdacht der Veralterung geraten.
Aus heutiger Sicht ist nicht zu erwarten, daß sich die Weltmarktsituation entspannen wird. Viel wahrscheinlicher ist eine Verschärfung des Wettbewerbes. Diese immer riskantere Entwicklung würde zum einen bedeuten, bestimmte Grundsätze der Braun-Design-Philosophie aufweichen zu müssen (zum Beispiel Ehrlichkeit, Langlebigkeit), zum anderen Finanzmittel einsetzen zu müssen, die in keinem Verhältnis zum Gesamtgeschäft der Braun AG stehen. Die historische Entscheidung fiel Ende Mai 1990. Braun wird diese Entwicklung nicht länger unterstützen. Braun HiFi wird Geschichte.“

## Übersicht der Geräte und Produktionszahlen der Atelier-Serie
damalige Preise in DM (schwarze/graue) Ausführung
| Typ                                              | Jahr | Preis*      | Fertigung   | Stückzahl             |
| ------------------------------------------------ | ---- | ----------- | ----------- | --------------------- |
| Empfänger-Vorverstärker                          |      |             |             |                       |
| CC4                                              | 1987 | 1.750/1.850 | 11/87–01/90 | 3.500 (Sampo-Proz.)   |
| CC4/2                                            | 1989 | 1.750/1.850 | 02/89–12/90 | 4.190 (Tatung-Proz.)  |
| Empfänger                                        |      |             |             |                       |
| T1                                               | 1980 | 468         | 10/80–12/82 |                       |
| T2                                               | 1982 | 950         | 10/82–03/87 | 20.000                |
| Verstärker                                       |      |             |             |                       |
| A1                                               | 1980 | 598         | 09/80–12/82 |                       |
| A2                                               | 1982 | 1.050       | 10/82–03/87 | 21.000                |
| PA4                                              | 1987 | 1.750/1.850 | 11/87–11/89 | 5.000                 |
| PA4/2                                            | 1990 | 1.750/1.850 | 01/90–12/90 | 2.000                 |
| Steuergeräte (Empfänger/Vorverstärker/Endstufen) |      |             |             |                       |
| R1                                               | 1981 | 1.250       | 05/82–05/85 | 8.000                 |
| R2                                               | 1986 | 1.500/1.600 | 01/86–12/90 | 10.900                |
| R4                                               | 1987 | 2.500/2.600 | 10/87–12/88 | 7.000 (Sampo-Proz.)   |
| R4/2                                             | 1989 | 2.500/2.600 | 03/89–12/90 | 10.000 (Tatung-Proz.) |
| Plattenspieler                                   |      |             |             |                       |
| P1                                               | 1980 | 688         | 10/80–12/82 |                       |
| P2                                               | 1982 | 800         | 12/82–12/86 |                       |
| P3                                               | 1982 | 960/1.098   | 12/83–12/86 |                       |
| P4                                               | 1984 | 1.400/1.550 | 05/84–12/90 | 18.500                |
| Cassettenrecorder                                |      |             |             |                       |
| C1                                               | 1980 | 848         | 10/80–12/82 |                       |
| C2                                               | 1982 | 1.300       | 10/82–04/84 | 7.120                 |
| C3                                               | 1983 | 1.800/1.950 | 11/83–12/87 | 10.200                |
| C4                                               | 1987 | 2.200/2.300 | 10/87–12/90 | 11.500                |
| C2/3                                             | 1988 | 1.250/1.350 | 05/88–12/90 | 7.320                 |
| Compact-Disc-Spieler                             |      |             |             |                       |
| CD3                                              | 1985 | 2.500/2.600 | 10/85–12/87 | 13.850                |
| CD4                                              | 1986 | 2.000/2.100 | 12/86–05/89 | 11.470                |
| CD2                                              | 1988 | 1.300/1.400 | 12/88–      | 15.100                |
| CD5                                              | 1988 | 2.500/2.600 | 05/88–10/89 | 3.400                 |
| CD 2/3                                           | 1989 | 1.500/1.600 | –12/90      | 10.000                |
| CD 4/2                                           | 1989 | 2.000/2.100 | 11/89–12/90 | 3.300                 |
| CD 5/2                                           | 1989 | 2.500/2.600 | 12/89–12/90 | 3.100                 |
| Fernsehgerät / Videorecorder                     |      |             |             |                       |
| TV 3                                             | 1986 | 3.000/3.100 | 12/86–12/89 | 10.000                |
| VC 4                                             | 1988 | 3.000/3.100 | 12/88–12/89 | 9.200                 |
| RC1                                              | 1986 | 300/350     | 05/85–12/90 | 31.960                |
| Fernsehlautsprecher/Rollboard                    |      |             |             |                       |
| LTV (Flachlautsprecher)                          | 1987 | 200/280     |             |                       |
| LSV (ehemals LS40)                               | 1986 | 300         |             |                       |
| RB 1                                             | 1989 |             |             |                       |
| Geräteschränke/Gerätefuß                         |      |             |             |                       |
| GS 3 (Rollladen)                                 | 1984 | 350         |             |                       |
| GS 3V Rollladen (Video)                          | 1988 | 350         |             |                       |
| GS 4 (offen)                                     | 1984 | 200         |             |                       |
| GS 5                                             | 1989 | 375         |             |                       |
| GS 6 (hoch)                                      | 1989 | 500         |             |                       |
| AF 1                                             | 1982 | 350         | 10/83–03/90 | 11.500                |

## Heutige Situation
Die Geräte sind teilweise heute noch gefragt und erzielen auf dem Gebrauchtwarenmarkt hohe Verkaufspreise.
Inzwischen gibt es auch private Neuanfertigungen, bei denen kleine Stückzahlen von Atelier-Gehäusen mit neuer Technik versehen, angeboten und verkauft werden. Diese Anfertigungen sind allerdings nicht von Braun autorisiert. Auch gibt es noch einzelne Händler, die über Restbestände an Ersatzteilen verfügen und den Verkauf bzw. die Reparatur von Braun-Geräten anbieten.
Allerdings machen das schlanke Design und die geringe Bauhöhe einige Geräte anfällig für Überhitzung und recht wartungsunfreundlich. Ein Beispiel hierfür ist der R4, in dem die Leiterplatten in mehreren Ebenen angeordnet sind und das zentrale Kühlelement von allen Seiten zugebaut ist. Auch die als formschön und raffiniert gelobte herausklappbare Bedieneinheit „Toblerone“ erweist sich als störanfällig und bricht oft aus den Halterungen.